# Моктесуміт
Моктесуміт (рос. моктесумит; англ. moktezumite; нім. Moctezumit m) — мінерал, свинцевий телурит уранілу.

## Загальний опис
Хімічна формула: Pb[(UO2)(TeO3)2].
Сингонія моноклінна.
Зустрічається у вигляді табличок і радіальних агрегатів.
Густина 5,73.
Твердість 3.
Колір від яскраво- до темно-оранжевого.
Спайність досконала.
Легко розчиняється в HCl і NaOH.
Знайдений у зоні окиснення золото-телурового родовища Моктесума.
За назвою родовища Моктесума, Мексика (R. V. Gaines, 1965).